# Parc solaire de Slobozia
Le parc solaire de Slobozia est un parc photovoltaïque à couche mince, construit sur un 113 ha terrain situé à Slobozia en Roumanie. Le parc solaire compte environ 180 000 panneaux photovoltaïques à couche mince pour une capacité nominale totale de 45 mégawatts et a été achevé en septembre 2013. Le parc solaire devrait fournir environ 63 GWh d'électricité par an suffisant pour alimenter quelque 69 000 foyers moyens,.
L'installation est située dans le comté de Giurgiu dans le sud de la Roumanie à Slobozia. Le coût d'investissement du parc solaire de Slobozia s'élève à environ 100 millions d'euros.